# Eynsham
Eynsham est un village et une paroisse civile de l'Oxfordshire, en Angleterre.

## Toponymie
Eynsham est un toponyme d'origine vieil-anglaise, mais sa signification n'est pas certaine. Il pourrait désigner un pré enclos ou une prairie (hamm) appartenant à un dénommé *Ægen. Il est attesté pour la première fois en 864 sous la forme Egenes homme. Dans le Domesday Book, compilé en 1086, ce nom est orthographié Eglesham.

## Personnalités liées
- Evelyn Procter (1897-1980), historienne et directrice de collège